# Phil Woods
Philip Wells Woods (Springfield, Massachusetts, 1931. november 2. – Stroudsburg, Pennsylvania, 2015. szeptember 29.) amerikai altszaxofonos, klarinétos, zenekarvezető és zeneszerző a bebop stílus fénykorában.

## Élete

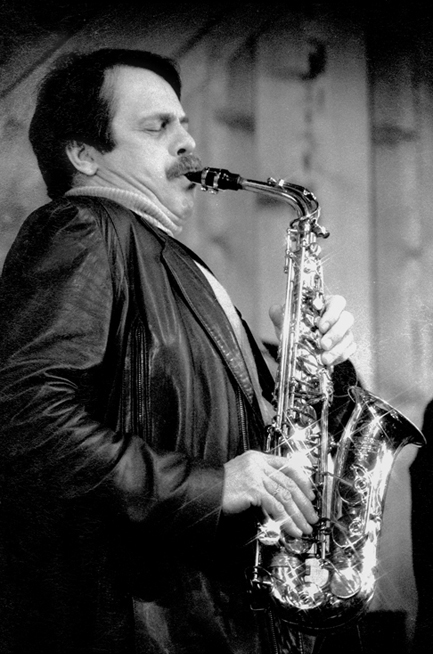
1983-ban

Az Massachusettsbeli Springfieldben született, 1931 halottak napján. Gyermekként kezdett altszaxofonozni, majd a Juilliard Schoolban tanult. Charlie Parker volt a példaképe. Játszott Buddy Rich, Cecil Payne, Thelonious Monk, Quincy Jones és Benny Goodman zenekarában is. Karrierje több mint hatvan évet ölelt fel. Olyan nagy nevekkel dolgozott együtt, mint Dizzy Gillespie, Bill Evans, Billy Joel, Paul Simon, Stéphane Grappelli stb.
Több mint 50 albumot adott ki. Négyszeres Grammy-díjas.
83 éves korában East Stroudsburgben hunyt el. Házastársa Chan Parker volt.